# Henri Camara
Pour les articles homonymes, voir Camara.
Henri Camara (né le 10 mai 1977 à Dakar) est un footballeur international sénégalais. 
Il devient une légende vivante dans son pays en marquant le premier but en or du mondial qualifiant par la même le Sénégal pour les quarts de finale de la Coupe du monde aux dépens de la Suède 2-1. Il a été à l'origine de cinq des sept buts de l'équipe en 2002.

## Biographie
Né à Dakar de parents guinéens, Henri Camara débute très jeune sa carrière professionnelle au-delà des frontières africaines. Arrivé au RC Strasbourg en 1998, l'attaquant passe ensuite un peu plus de deux ans en Suisse, où il évolue sous les couleurs du Neuchâtel Xamax puis du Grasshopper Zürich. Il revient ensuite dans l'Hexagone, sous le maillot du CS Sedan. C'est alors une période faste pour lui, qui réalise quelques belles prestations chez les « Sangliers » avec 14 buts. Mais l'international sénégalais ne résiste pas bien longtemps à l'appel de l’Angleterre ; il quitte les Ardennes pour poser ses valises à Wolverhampton Wanderers en 2003. Il joue ensuite pour Wigan Athletic, Stoke City  et Sheffield United. La suite de sa carrière se déroule en Grèce, où il porte successivement les couleurs d'Atromitos, puis de Panetolikós, Kallonis, Lamia et  enfin Panetolikós.
Henri Camara fait partie des cadres de l'équipe du Sénégal qui a atteint à la surprise générale les quarts de finale du Mondial 2002. En huitièmes de finale, il inscrit deux buts (dont le deuxième est un but en or) qui donnent la victoire à son équipe contre la Suède et envoient les Lions de la Téranga en quarts de finale. 
Face à la concurrence forte en attaque de l'équipe du Sénégal, il était devenu remplaçant. Mais à chaque fois qu'il est rentré en cours de jeu, il a été décisif,  ce qui explique sa longévité en équipe nationale. 
Au Sénégal, il est surnommé le « lapin flingueur » par la presse sportive. Il est le recordman de sélection de l'histoire de l'équipe du Sénégal avec 99 sélections.
Il annonce sa retraite sportive le 12 août 2018.

## Palmarès
- Finaliste de la Coupe d'Afrique des nations de football 2002 (Sénégal).
- Champion de Suisse : 2001 (Grasshopper Zurich).
- Quart de finaliste de la Coupe du monde 2002.
- Quatrième de la Coupe d'Afrique des nations en 2006
- Recordman de buts avec la sélection nationale (29)
- Recordman de sélection  avec la sélection nationale (99)

## Vie personnelle
Henri s'est marié le 26 juin 2010 avec Ornella Héraud, une franco-portugaise vivant à Londres qu'il a rencontrée en 2004 .